# Zhaozhaizi
Zhaozhaizi (kinesiska: 赵寨子镇, 赵寨子) är en köping i Kina. Den ligger i provinsen Shandong, i den östra delen av landet, omkring 76 kilometer väster om provinshuvudstaden Jinan. Antalet invånare är 32 801. Befolkningen består av 16 341 kvinnor och 16 460 män. Barn under 15 år utgör 15,0 %, vuxna 15-64 år 72 %, och äldre över 65 år 12,0 %.
Genomsnittlig årsnederbörd är 800 millimeter. Den regnigaste månaden är juli, med i genomsnitt 287 mm nederbörd, och den torraste är januari, med 5 mm nederbörd.